# Кори (посёлок)
Кори (яп. 桑折町 Ко:ри-мати) — посёлок в Японии, находящийся в уезде Дате префектуры Фукусима. Площадь посёлка составляет 42,97 км², население — 12 098 человек (1 августа 2014), плотность населения — 281,55 чел./км².

## Географическое положение
Посёлок расположен на острове Хонсю в префектуре Фукусима региона Тохоку. С ним граничат города Фукусима, Дате, Сироиси и посёлок Куними.

## Население
Население посёлка составляет 12 098 человек (1 августа 2014), а плотность — 281,55 чел./км². Изменение численности населения с 1980 по 2005 годы:
| 1980 | 14 901 чел. |  |
| 1985 | 14 918 чел. |  |
| 1990 | 14 692 чел. |  |
| 1995 | 14 221 чел. |  |
| 2000 | 13 700 чел. |  |
| 2005 | 13 411 чел. |  |

## Символика
Деревом посёлка считается торрея орехоносная, цветком — цветок персика, птицей — обыкновенная кукушка.